# 제면기
제면기(製麵機)란 밀가루/메밀가루 반죽 등을 기계에 넣고 면을 뽑는 기계이다. 작동 방식은 자동식과 수동식이 있으며, 수동식은 일반적인 조리기구처럼 전기가 필요없지만, 자동식은 전기밥솥이나 전자레인지 같은 조리용 가전제품처럼 전기가 필요한 경우가 대부분이다. 자동식은 보통 식당 같은 곳에서 사용하기 때문에 대용량 제품으로 나오는 것이 보통이다.